# 小行星6910
小行星6910（英語：6910 Ikeguchi）是一颗围绕太阳公转的小行星。1991年3月17日，大友哲、村松修在藤枝市发现了此天体。
这颗小行星的绝对星等为231.4474809678396等。